# Krameria secundiflora
Krameria secundiflora là một loài thực vật có hoa trong họ Krameriaceae. Loài này được DC. miêu tả khoa học đầu tiên năm 1824.